# Basilika Unserer Lieben Frau vom Rosenkranz (Pompei)

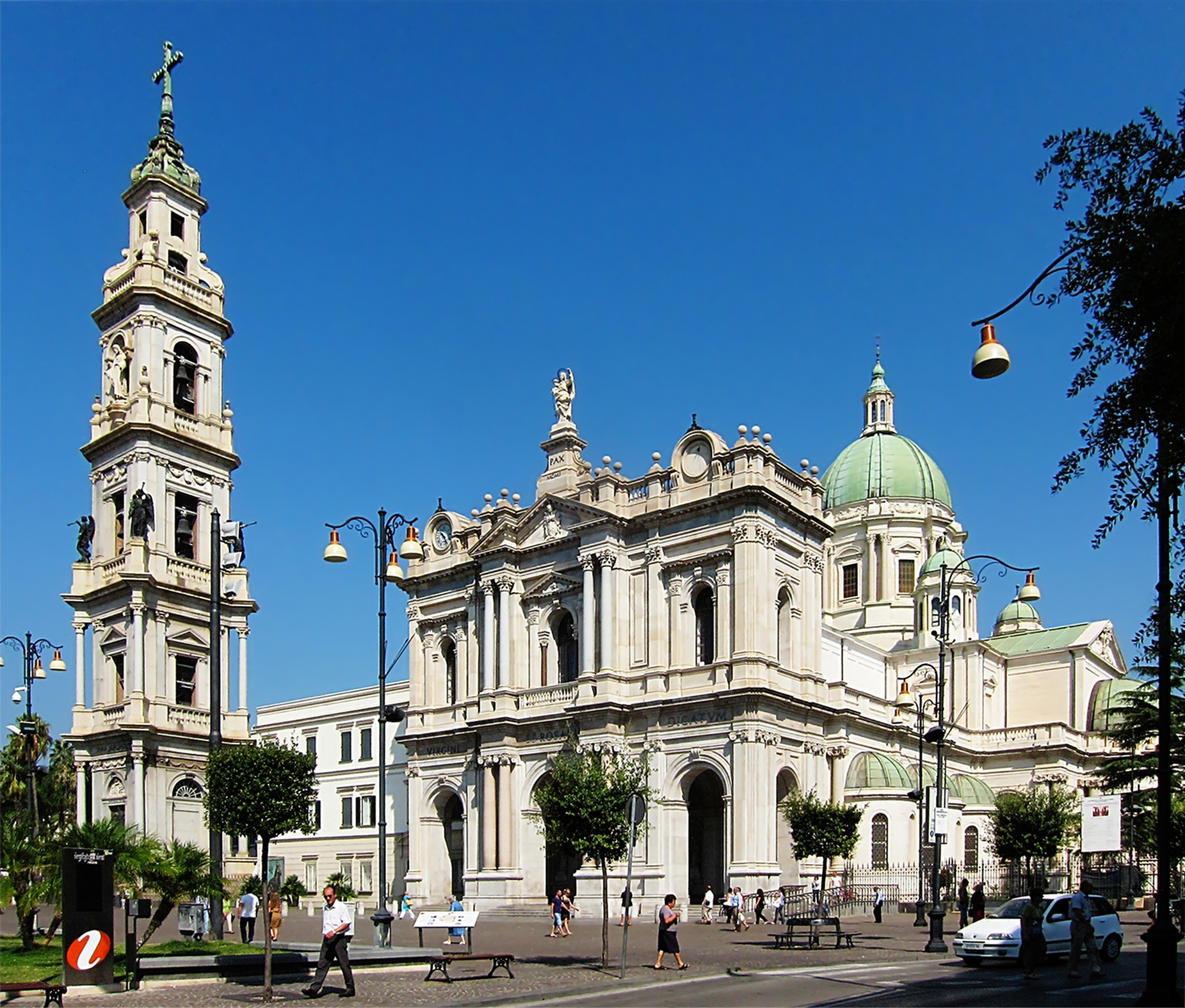
Pompei, Rosenkranzbasilika

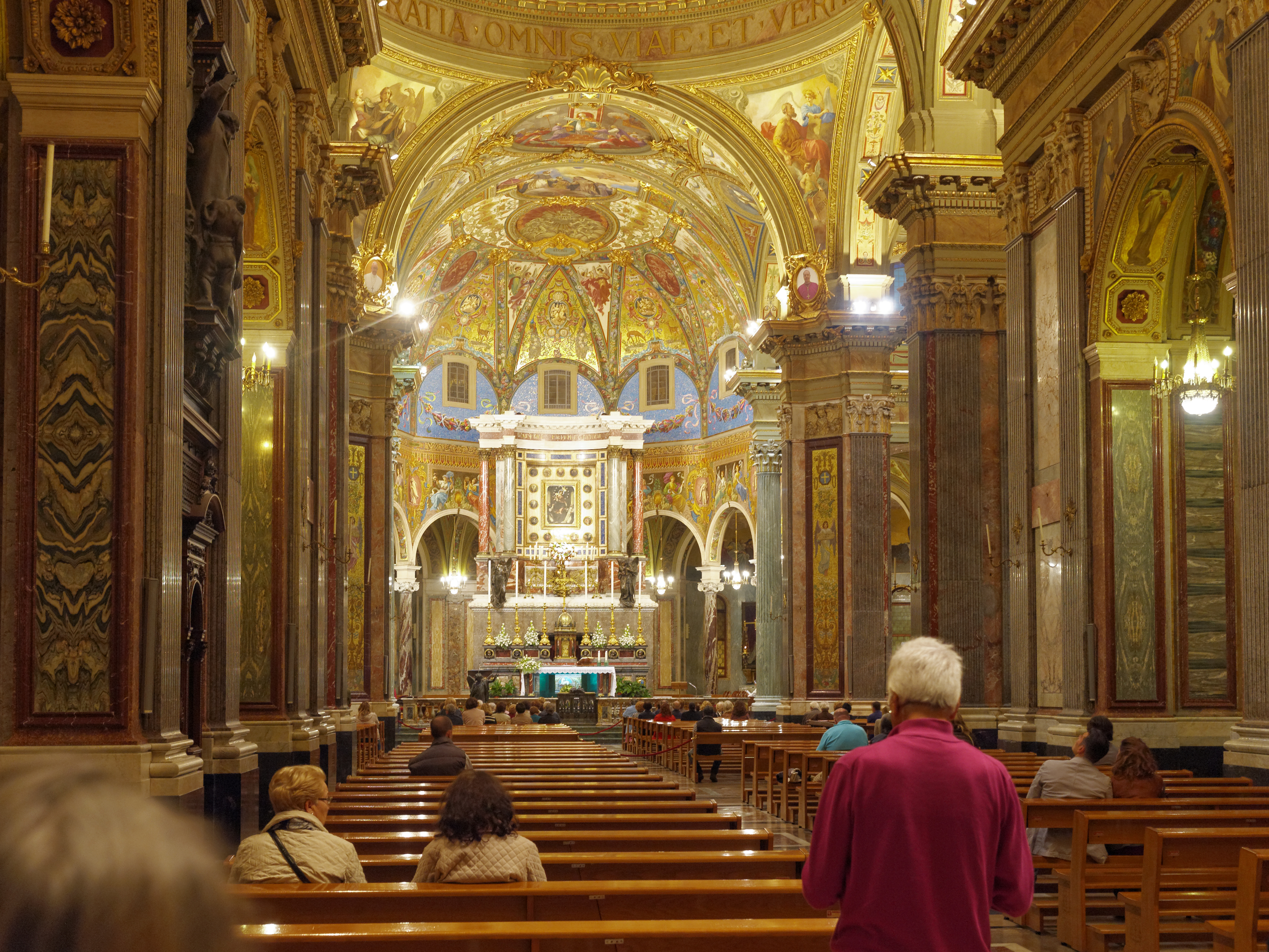
Blick durch das Langhaus zum Hochaltar mit dem Gnadenbild der Rosenkranzkönigin

Die Päpstliche Wallfahrtsbasilika Unserer Lieben Frau vom Rosenkranz von Pompei (ital. Pontificio Santuario della Beata Vergine del Santo Rosario di Pompei) ist eine römisch-katholische Marien-Wallfahrtskirche in Pompei in der italienischen Metropolitanstadt Neapel. Die neobarocke Kuppel-Basilika wurde 1878–1891 auf Initiative des seligen Bartolo Longo zu Ehren der Rosenkranzkönigin erbaut und 1934–1939 wesentlich erweitert. Sie fasst 6000 Gläubige. Das Marienheiligtum ist die Kathedrale der Territorialprälatur Pompei und hat den Rang einer Päpstlichen Basilika.

## Geschichte

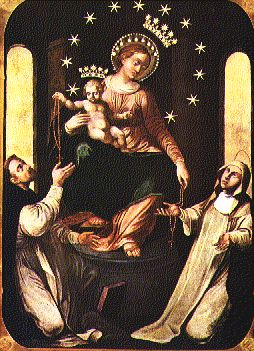
Gnadenbild von Pompei

Bartolo Longo (1841–1926), Jurist und Erbe eines großen Vermögens, hatte sich nach seiner religiösen Bekehrung die Förderung des Rosenkranzgebets zum Ziel gesetzt. Für seine im Tal von Pompei geplante Rosenkranzkirche wurde ihm ein Bild der Muttergottes mit dem Kind geschenkt, die zwei Heiligen den Rosenkranz überreicht. 
Die Ikone Unsere Liebe Frau vom Rosenkranz von Pompei wurde Bartolo Longo im Jahr 1875 von Schwester Maria Concetta De Litala aus dem Kloster Rosariello in Porta Medina in Neapel übergeben. Die Ordensfrau hatte das Gemälde zuvor von Pater Alberto Radente, dem Beichtvater Longos, erhalten. Am 13. November 1875 kam das Bild in Pompei an. Es wurde in ein Laken gewickelt und von dem Fuhrmann Angelo Tortora auf einem Mistwagen transportiert. Aufgrund des schlechten Erhaltungszustands veranlasste Longo eine erste Restaurierung durch Guglielmo Galella.
Am 13. Februar 1876 wurde die Ikone erstmals zur öffentlichen Verehrung aufgestellt. Noch am selben Tag ereignete sich in Neapel die erste berichtete Wunderheilung: Die zwölfjährige Clorinda Lucarelli wurde durch die Fürsprache der Gottesmutter von Pompei gesund. Das schlichte, vernachlässigte Bild, das Longo zunächst wenig gefiel, wurde nach weiteren Wunderheilungen zum Ziel zahlreicher Pilger. In einer weiteren Restaurierung beauftragte Longo den neapolitanischen Maler Federico Maldarelli, die Ikone zu überarbeiten. Dabei ließ er die ursprünglich dargestellte Heilige Rosa durch die Heilige Katharina von Siena ersetzen, die für Longo eine besondere geistliche Bedeutung hatte.
Longo und die neapolitanische Adlige Mariana di Fusco, die er 1885 heiratete, ermöglichten mit ihren Stiftungen neben bedeutenden Werken der Caritas den Bau der Wallfahrtskirche. Die einschiffige Kirche auf Kreuzgrundriss wurde 1891 vollendet und wegen des großen Andrangs von Betern ab 1934 um zwei Seitenschiffe mit Kapellen und einem Chorumgang erweitert. Papst Johannes Paul II. besuchte das Heiligtum 1979 und 2003, Papst Benedikt XVI. 2008 und Papst Franziskus 2015.
Papst Leo XIV. erwähnte in seiner ersten Ansprache nach seiner Wahl anlässlich des Datums den Gedenktag des „Bittgebets an die Muttergottes von Pompei“, den 8. Mai.

## Architektur und Ausstattung
Die neobarocke Kuppel-Basilika wurde 1878–1891 erbaut und 1934–1939 erweitert. Sie fasst 6000 Gläubige.
Die Rosenkranzbasilika ist nach Norden ausgerichtet. Chor und Querhausarme schließen mit runden Apsiden. Über der Vierung steht eine Kuppel mit hohem Tambour, umgeben von vier Nebenkuppeln. Reich gegliedert und mit Statuen geschmückt sind die Schaufassade im Süden und der 1925 vollendete 80 m hohe Campanile mit einer öffentlich zugänglichen Aussichtsplattform. Die Seitenschiffe sind in Kapellen mit eigenen Flachkuppeln und Apsiden aufgeteilt; die gleiche Gestaltung zeigt der Kapellenkranz am Chor.
Das Kircheninnere ist reich mit Mosaiken, Fresken und Skulpturen ausgestattet, die thematisch um die Rosenkranzgeheimnisse kreisen.

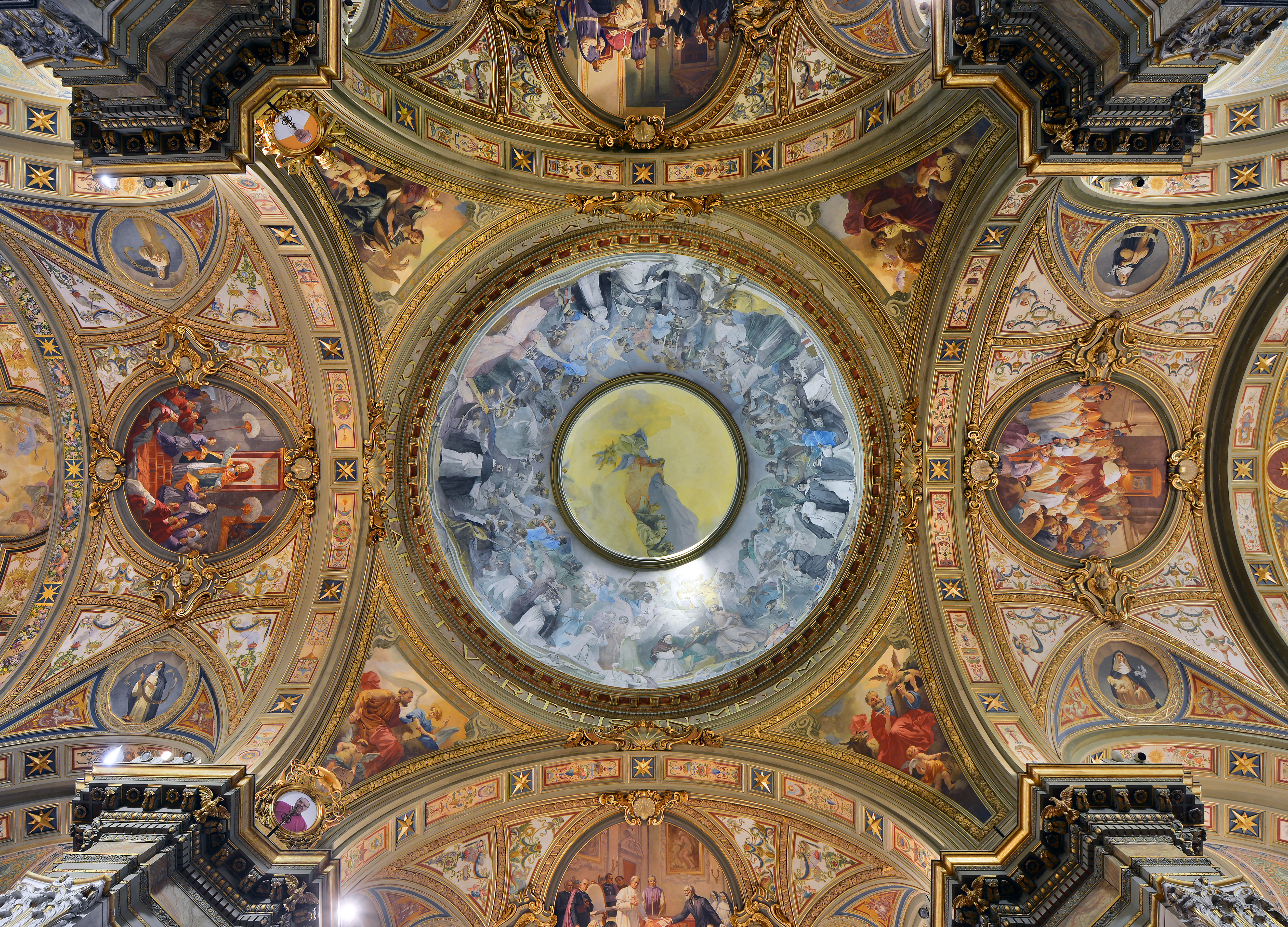
Kuppel und Gewölbe
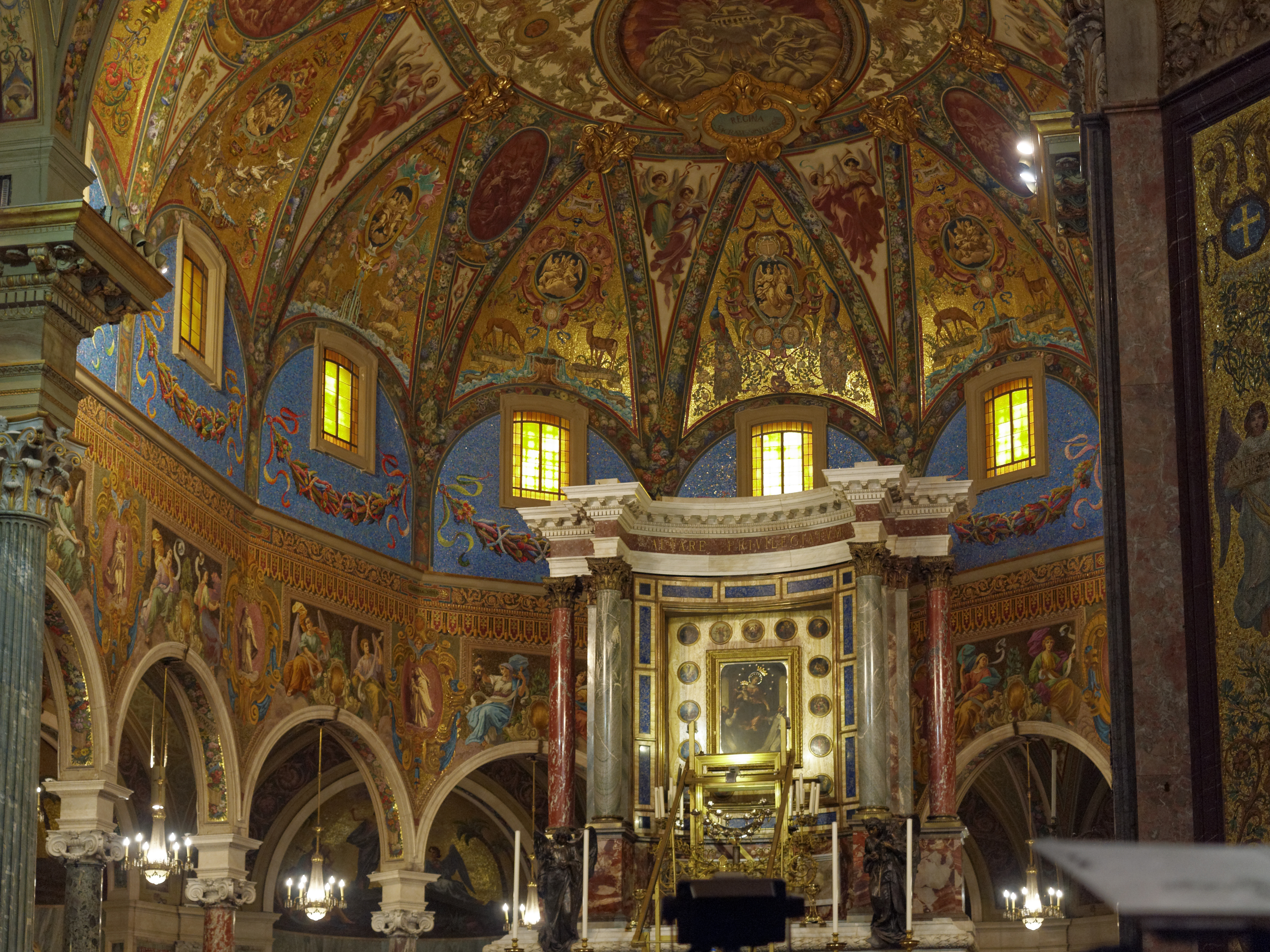
Chorraum mit Altar und Gnadenbild

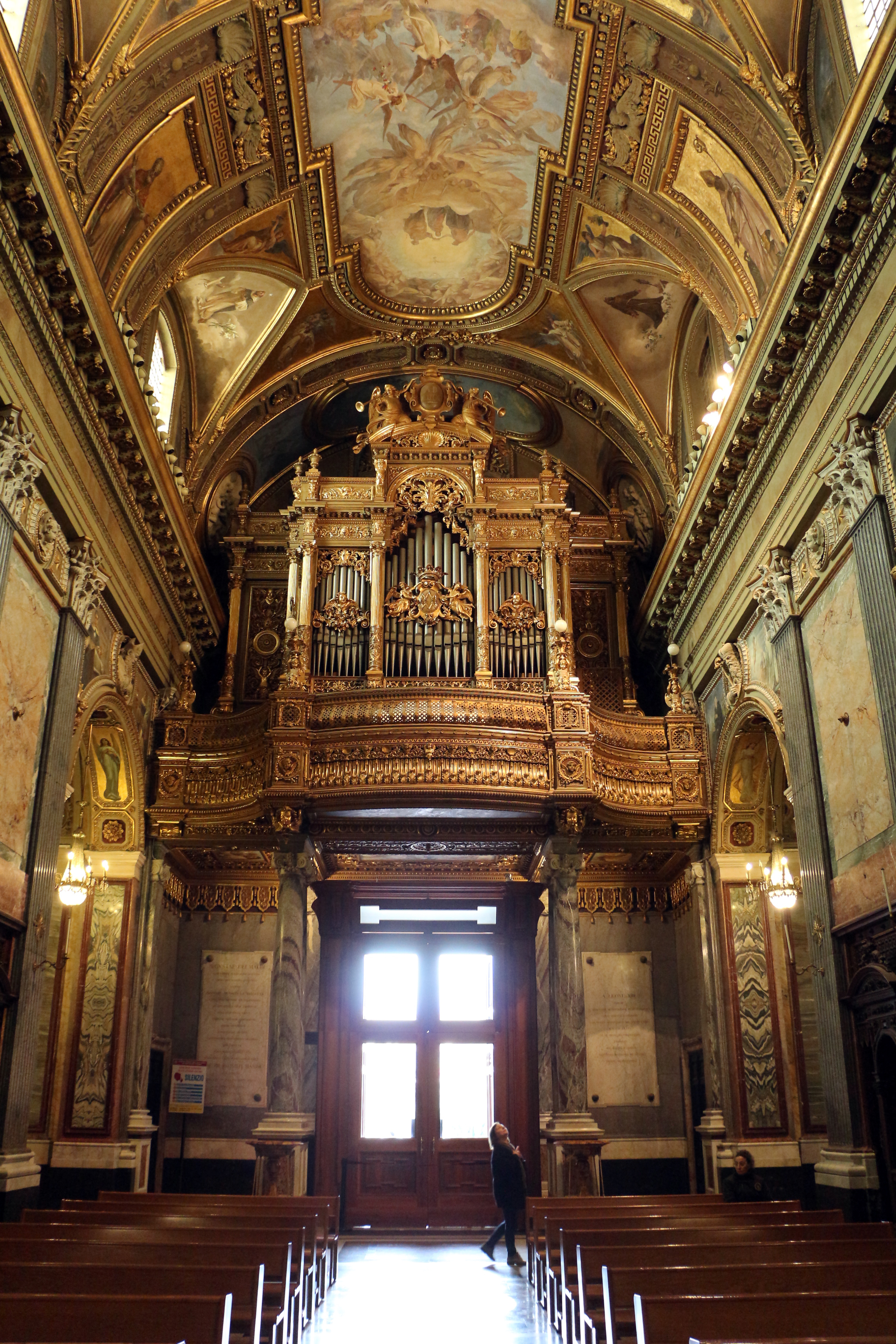
Orgel und Eingang

## Orgel
Die Orgel wurde 1952 von der Orgelbaufirma Mascioni erbaut. Das Schleifladen-Instrument hat 85 Register auf fünf Manualwerken und Pedal, spielbar von einem dreimanualigen Spieltisch. Die Werke verteilen sich auf sechs selbständige Orgelkörper im Kirchenraum. Die Trakturen sind elektrisch.
| I Positivo Espressivo C-c4 |    |
| Principale                 | 8′ |
| Eufonio                    | 8′ |
| Bordone                    | 8′ |
| Viola                      | 8′ |
| Flauto                     | 4′ |
| Ottava                     | 4′ |
| Sesquialtera II            |    |
| Quintadecima               | 2′ |
| Ripieno IV                 |    |
| Voce Umana                 | 8′ |
| Tromba Dolce               | 8′ |
| Clarinetto                 | 8′ |
| Cornetto                   |    |

| II Grand'Organo C-c4 |       |
| Principale           | 16′   |
| Principale I         | 8′    |
| Principale II        | 8′    |
| Corno di Camoscio    | 8′    |
| Flauto               | 8′    |
| Dulciana             | 8′    |
| Flauto a Camino      | 4′    |
| Ottava               | 4′    |
| XII                  | 2 ⁄3′ |
| XV                   | 2′    |
| Ripieno No. I III    |       |
| Ripieno No. II VII   |       |
| Controfagotto        | 16′   |
| Tromba               | 8′    |
| Trombina             | 4′    |
| Arpa                 |       |

| II Organo Solo C-c4 |     |
| Principale          | 16′ |
| Principale I        | 8′  |
| Principale II       | 8′  |
| Salicionale         | 8′  |
| Flauto a Camino     | 8′  |
| Ottava              | 4′  |
| Ripieno II          |     |
| Ripieno IV-V        |     |
| Sesquialtera II     |     |
| Quintadecima        | 2′  |

| III Organo Espressivo C-c4 |    |
| Principale                 | 8′ |
| Flauto                     | 8′ |
| Bordone                    | 8′ |
| Viola da Gamba             | 8′ |
| Salicionale                | 8′ |
| Flauto                     | 4′ |
| Ottava                     | 4′ |
| Fugara                     | 4′ |
| Silvestre                  | 2′ |
| Ripieno III                |    |
| Voce Celeste               | 8′ |
| Coro Viole                 |    |
| Tromba Armonica            | 8′ |
| Oboe                       | 8′ |
| Voce Corale                | 8′ |
| Tremolo                    |    |

| III Organo Eco C-c4 |        |
| Diapason            | 8′     |
| Flauto              | 8′     |
| Violoncello         | 8′     |
| Principalino        | 4′     |
| Quinta              | 2 ⁄3′  |
| Flautino            | 2′     |
| Quintadecima        | 2′     |
| Terza               | 1 3⁄5′ |
| Bordone             | 8′     |
| Unda Maris          | 8′     |
| Cornetto            |        |
| Tremolo             |        |

| Pedale I C-g1 |     |
| Acustico      | 32′ |
| Contrabbasso  | 16′ |
| Principale    | 16′ |
| Violone       | 16′ |
| Subbasso      | 16′ |
| Basso         | 8′  |
| Principale    | 8′  |
| Violoncello   | 8′  |
| Bordone       | 8′  |
| Ottava        | 4′  |
| Bombarda      | 16′ |
| Tromba        | 8′  |

| Pedale II C-g1 |     |
| Basso Acustico | 32′ |
| Contrabbasso   | 16′ |
| Subbasso       | 16′ |
| Basso          | 8′  |
| Bordone        | 8′  |
| Principale     | 4′  |
| Superottava    | 2′  |
| Campane        |     |